# Ivo Vrtarić
Ivo Vrtarić (Roždanik, 1949. - Motovun 2012.) bio je hrvatski akademski slikar, grafičar, dizajner i multimedijalni umjetnik.

## Životopis
Rođen je 1949. godine u Roždaniku kod Novske. Apsolvirao je 1971. na Višoj grafičkoj školi u Zagrebu, a 1974. je diplomirao na katedri likovnih umjetnosti Pedagoške akademije u Zagrebu. Sljedeće godine počinje raditi kao vanjski suradnik Televizije Zagreb, te kao ilustrator Informativnog programa.
Na grafičkom odsjeku Akademiji likovnih umjetnosti u Zagrebu diplomira 1981., i to u klasi  prof. Ante Kuduza. Kao samostalni grafički dizajner djeluje u vremenu od 1980. do 1996. kada se zapošljava kao stručni suradnik za sitotisak i litografiju na Akademiji likovnih umjetnosti u Zagrebu. Vanjski suradnikom na Akademiji primijenjenih umjetnosti u Rijeci (zvanje Višeg umjetničkog suradnika) postaje 2006.
Bio je član ULUPUH-a, ZUH-a i HDLU-a, nositelj Spomenice Domovinskog rata, te odlikovan Redom Danice hrvatske s likom Marka Marulića.

## Umjetnički rad
Vrtarić je bio zapažen kao snimatelj dokumentarnih filmova iz Domovinskog rata, a posebno s novljanskog bojišta s kojega je izvještavao o Domovinskom ratu kao zapovjednik War Press Centra Posavina. Autor je poznatih ratnih plakata "Help Nowska", "I moj tata je hrvatski vojnik" te "Live and Let Live". Sudjelovao je i u izradi plakata prigodom prvog dolaska pape Ivana Pavla II. u Hrvatsku 1994. U svom bogatom djelovanju izlagao je na mnogim samostalnim i skupnim izložbama, a zapažena je i izložba i prezentacija svjetlosnih instalacija "Nije zlato sve što sja" za vrijeme održavanja Istrakona 2009.

## Vanjske poveznice
- Preminuo novljanski grafičar Ivo Vrtarić Objavljeno 14. srpnja 2012., pristupljeno 27. ožujka 2014.
- Hrvatski ratni plakat - istina o Domovinskom ratu  Arhivirana inačica izvorne stranice od 28. ožujka 2014. (Wayback Machine) Objavljeno 22. travnja 2011., pristupljeno 27. ožujka 2014.
- Plakat Live and Let Live  Arhivirana inačica izvorne stranice od 28. ožujka 2014. (Wayback Machine) (Hrvatski memorijalno-dokumentacijski centar Domovinskoga rata, pristupljeno 27. ožujka 2014.)